# Mesosemia phace
Mesosemia phace är en fjärilsart som beskrevs av Frederick DuCane Godman 1903. Mesosemia phace ingår i släktet Mesosemia och familjen Riodinidae. Inga underarter finns listade i Catalogue of Life.